# یاتسک لاخوویچ
یاتسک لاخوویچ (لهستانی: Jacek Lachowicz؛ زادهٔ ۱۵ نوامبر ۱۹۷۲) موسیقی‌دان، ترانه‌پرداز و خواننده اهل لهستان است.
از فیلم‌ها یا برنامه‌های تلویزیونی که وی در آن نقش داشته‌است می‌توان به بدون پنهان‌کاری، عروسی اشاره کرد.